# Mayans M.C.
Mayans M.C. – amerykański serial telewizyjny (dramat kryminalny) wyprodukowany przez Sutter Ink, Ryan Murphy Productions, FX Productions oraz  Fox 21 Television Studios, który jest spin-offem serialu Synowie Anarchii. Twórcami serialu są Kurt Sutter i Elgin James. Mayans M.C. jest emitowany od 4 września 2018 roku przez FX.
Serial opowiada o Ezekielu „EZ” Reyesie, byłym skazańcu, który chce się zaciągnąć do gangu motocyklowego Mayans M.C.

## Obsada

### Główna
- J.D. Pardo jako Ezekiel „EZ” Reyes[2]
- Sarah Bolger jako Emily Thomas[3]
- Clayton Cardenas jako Angel Reyes[4]
- Michael Irby jako Obispo „Bishop” Losa[5]
- Carla Baratta jako Adelita[6]
- Richard Cabral jako Johnny „El Coco” Cruz[7]
- Raoul Trujillo jako Che „Taza” Romero[8]
- Antonio Jaramillo jako Michael „Riz” Ariza[9]
- Danny Pino jako Miguel Galindo[10]
- Edward James Olmos jako Felipe Reyes[11]

### Role drugoplanowe
- Emilio Rivera jako Marcus Alvarez
- Maurice Compte jako Kevin Jimenez[6]
- Frankie Loyal Delgado jako Hank „El Tranq” Loza
- Joseph Raymond Lucero jako Neron „Creeper” Vargas
- Vincent „Rocco" Vargas jako Gilberto „Gilly” Lopez
- Gino Vento jako Nestor Oceteva[12]
- Tony Plana jako Devante Cano[13]

## Odcinki
| Sezon | Odcinki | Oryginalna emisja w FX | Oryginalna emisja w FX | Emisja w Polsce HBO | Emisja w Polsce HBO |
| Sezon | Odcinki | Premiera sezonu        | Finał sezonu           | Premiera sezonu     | Finał sezonu        |
| ----- | ------- | ---------------------- | ---------------------- | ------------------- | ------------------- |
| 1     | 10      | 4 września 2018        | 6 listopada 2018       | 1 kwietnia 2020     | 1 kwietnia 2020     |
| 2     | 10      | 3 września 2019        | 5 listopada 2019       | 1 kwietnia 2020     | 1 kwietnia 2020     |
| 3     | 10      | 16 marca 2021          | 11 maja 2021           | 17 marca 2021       | 12 maja 2021        |
| 4     | 10      | 19 kwietnia 2022       | 14 czerwca 2022        | 28 czerwca 2022     | 28 czerwca 2022     |
| 5     | 10      | 24 maja 2023           | 19 lipca 2023          | 1 czerwca 2023      | 27 lipca 2023       |

### Sezon 1 (2018)
| Nr | #  | Tytuł              | Reżyseria             | Scenariusz                    | Premiera FX          |
| -- | -- | ------------------ | --------------------- | ----------------------------- | -------------------- |
| 1  | 1  | Perro/Oc           | Norberto Barba        | Kurt Sutter, Elgin James      | 4 września 2018      |
| 2  | 2  | Escorpión/Dzec     | Norberto Barba        | Kurt Sutter                   | 11 września 2018     |
| 3  | 3  | Búho/Muwan         | Guy Ferland           | Sean Tretta, Andrea Ciannavei | 18 września 2018     |
| 4  | 4  | Murciélago/Zotz    | Hanelle Culpepper     | Kurt Sutter, Santa Sierra     | 25 września 2018     |
| 5  | 5  | Uch/Opossum        | Batán Silva           | Bryan Gracia                  | 2 października 2018  |
| 6  | 6  | Gato/Mis           | Félix Enríquez Alcalá | Debra Moore Muñoz             | 9 października 2018  |
| 7  | 7  | Cucaracha/K'uruch  | Rachel Goldberg       | Elgin James                   | 16 października 2018 |
| 8  | 8  | Rata/Ch'o          | Peter Weller          | Andrea Ciannavei, Kurt Sutter | 23 października 2018 |
| 9  | 9  | Serpiente/Chikchan | Norberto Barba        | Sean Tretta, Kurt Sutter      | 30 października 2018 |
| 10 | 10 | Cuervo/Tz'ikb'uul  | Elgin James           | Kurt Sutter                   | 6 listopada 2018     |

### Sezon 2 (2019)
| Nr | #  | Tytuł      | Reżyseria               | Scenariusz                    | Premiera FX          |
| -- | -- | ---------- | ----------------------- | ----------------------------- | -------------------- |
| 11 | 1  | Xbalanque  | Kevin Dowling           | Kurt Sutter                   | 3 września 2019      |
| 12 | 2  | Xaman-Ek   | Sebastian "Batan" Silva | Sean Tretta, Andrea Ciannavei | 10 września 2019     |
| 13 | 3  | Camazotz   | Guy Ferland             | Elgin James, Jenny Lynn       | 17 września 2019     |
| 14 | 4  | Lahun Chan | Rebecca Rodriguez       | Bryan Gracia                  | 24 września 2019     |
| 15 | 5  | Xquic      | Rachel Goldberg         | Debra Moore Munoz             | 1 października 2019  |
| 16 | 6  | Muluc      | Guy Ferland             | Andrea Ciannavei              | 8 października 2019  |
| 17 | 7  | Tohil      | Peter Weller            | Jenny Lynn                    | 15 października 2019 |
| 18 | 8  | Kukulkan   | Allison Anders          | Sean Tretta                   | 22 października 2019 |
| 19 | 9  | Itzam-Ye   | Kevin Dowling           | Kurt Sutter, Elgin James      | 29 października 2019 |
| 20 | 10 | Hunahpu    | Elgin James             | Kurt Sutter                   | 5 listopada 2019     |

## Produkcja
W lutym 2017 roku poinformowano, że Clayton Cardenas, Edward James Olmos, J.D. Pardo oraz Antonio Jaramillo zagrają w serialu
. W kolejnym miesiącu ogłoszono, że Richard Cabral oraz Sarah Bolger dołączyli do obsady. W kwietniu poinformowano, że Maurice Compte i Carla Baratta otrzymali ważne role w serialu. W październiku tego samego roku ogłoszono, że obsada serialu powiększyła się o Michaela Irbya, Danny’ego Pino i Raoula Trujillo.
Na początku stycznia 2018 roku stacja FX ogłosiła zamówienie pierwszego sezonu. W kwietniu poinformowano, że Gino Vento otrzymał rolę Nestera. W kolejnym miesiącu, ogłoszono, że Tony Plana zagra w dramacie, a na początku października 2018 FX ogłosiła przedłużenie serialu o drugi sezon.
6 listopada 2019 roku stacja FX poinformowała o zamówieniu sezonu trzeciego, który miał premierę 16 marca 2021. Czwarty sezon serialu miał swoją premierę 19 kwietnia 2022 roku. W lipcu 2022 roku serial został przedłużony na piąty sezon, który będzie sezonem finałowym. Premiera odbyła się 24 maja 2023 roku.